# Brotogeris chiriri
La catita chirirí (Brotogeris chiriri) es una especie de ave psitaciforme de la familia Psittacidae que vive desde el centro de Brasil hasta el centro de Argentina, incluyendo Bolivia, Paraguay, Perú, y Uruguay. Se han liberado cotorras enjauladas en algunas áreas, y las aves han establecido poblaciones autosuficientes en Miami, Los Ángeles y San Francisco.

## Descripción
Esta catita mide entre 20 y 25 cm de largo y es principalmente de color verde claro. Tiene un borde posterior amarillo en sus alas plegadas, que también se ve cuando el ave está en vuelo. Se consideró conespecífico con la catita versicolor hasta 1997.

## Alimentación
El ave se alimenta principalmente de semillas y frutas en su hábitat nativo, y las poblaciones salvajes se han adaptado para alimentarse de flores y néctar. Durante los períodos secos, que a menudo conducen a la escasez de frutos, el ave se adapta comiendo más semillas, en particular de la planta Erythrina dominguezii. Estas aves también se observan participando en la geofagia, siendo la ingestión deliberada de tierra, comúnmente en la ubicación de terraplenes de arcilla. Las aves salvajes también acuden a los comederos para pájaros. Las aves silvestres utilizan principalmente bosques perturbados y claros de bosques alrededor de los asentamientos. Rara vez utilizan bosques tropicales profundos.

## Reproducción
Los individuos de esta especie generalmente encuentran agujeros en los árboles para anidar. También forman túneles de anidación en hojas de palma muertas. La hembra pone de cuatro a cinco huevos. Después de criar a sus pichones, todas las aves forman dormideros comunales bastante grandes hasta la próxima temporada de reproducción.

## Amenazas y conservación
La catita chirirí está catalogada como especie de preocupación menor, aunque se encuentra amenazada por el tráfico ilegal de pericos salvajes y la pérdida de hábitat. También estos loritos son cazados por los agricultores que los consideran plagas que arruinan sus cultivos. Puedes salvar a la catita chirirí si evitas comprar a este perico de forma legal, ya que su venta está prohibida.